# Kavkaška jelka
Kavkaška jelka (znanstveno ime Abies nordmanniana) je iglasto drevo, ki izvira iz gora južno in vzhodno od Črnega morja, avtohtona pa je tudi v Turčiji, Gruziji in na območju Kavkaza. Pojavlja se na nadmorskih višinah od 900 do 2200 m.

## Opis
Kavkaška jelka zraste od 55 do 61 metrov v višino in ima obseg debla do 2 metra. Na določenih rastiščih lahko kavkaška jelka doseže celo od 78 do 85 metrov v višino.. Krošnja je široko stožčasta oziroma piramidasta. Veje so široko razprte in vodoravne, na njih pa so mehke, ploščate in koničaste iglice temno zelene barve, ki so dolge med 18 in 35 mm in široke okoli 2 mm. Na spodnji strani imajo iglice po dve vzdolžni črti modro bele barve. Plodovi so temno zeleni do rjavi storži, ki v dolžino dosežejo od deset do petnajst centimetrov.
Gre za eno izmed najpogostejših okrasnih jelk v Sloveniji, ki je izredno priljubljena tudi kot božično drevo, saj iglice ne odpadejo takoj, ko se posušijo.
Les je mehak in se najpogosteje uporablja v gradbeništvu ter pri izdelavi papirja.

## Uporaba
Kavkaška jelka je ena izmed najpogostejših vrst, ki se gojijo za božična drevesa, priljubljena je predvsem zaradi svojih iglic, ki niso ostre in se na drevesu obdržijo še po tem, ko se ta posuši.
Je tudi priljubljeno okrasno drevo v parkih in velikih vrtovih.
V Evropi se drevo uporablja za pogozdovanje, kot odgovor na upadanje gozdnih površin zaradi podnebne krize.
Les je mehak in bel, uporablja se za konstrukcije, papir itd.